# Wellman Braud
Wellman Braud (St. James Parish (Louisiana), 25 januari 1891 – Los Angeles (California), 29 oktober 1966) was een Amerikaans jazzbassist.
Braud werd geboren in St. James Parish Louisiana en kwam in zijn vroege tienerjaren naar New Orleans. Hij speelde  viool en contrabas en later trombone. In New York speelde hij in Wilber Sweatman's band waarna hij bij  Duke Ellington ging spelen. Zijn stijl van bassen waarbij hij melodiespel, pizzicato en strijken afwisselde was een  belangrijk aspect in de vroege 'Ellington Orchestra sound' in de jaren 20 en 30.
Hij overleed op 75-jarige leeftijd  in Los Angeles in de VS.
- Bibsys: 1054041
- Biblioteca Nacional de España: XX1594974
- Bibliothèque nationale de France: cb13891816n (data)
- Gemeinsame Normdatei: 1278628703
- International Standard Name Identifier: 0000 0000 6308 7546
- Library of Congress Control Number: n80124233
- MusicBrainz: 5e554484-087d-49dc-ba27-a5d627eea63b
- Istituto Centrale per il Catalogo Unico: DDSV006089
- SNAC: w6rp79hn
- Système universitaire de documentation: 156899914
- Virtual International Authority File: 12490946
- WorldCat: E39PBJd3PH7XYjxxC8vQpJjHmd